# Viramgam
Viramgam là một thành phố và khu đô thị của quận Ahmadabad thuộc bang Gujarat, Ấn Độ.

## Địa lý
Viramgam có vị trí 23°07′B 72°02′Đ / 23,12°B 72,03°Đ Nó có độ cao trung bình là 32 mét (104 feet).

## Nhân khẩu
Theo điều tra dân số năm 2001 của Ấn Độ, Viramgam có dân số 53.095 người. Phái nam chiếm 52% tổng số dân và phái nữ chiếm 48%. Viramgam có tỷ lệ 70% biết đọc biết viết, cao hơn tỷ lệ trung bình toàn quốc là 59,5%: tỷ lệ cho phái nam là 77%, và tỷ lệ cho phái nữ là 62%. Tại Viramgam, 12% dân số nhỏ hơn 6 tuổi.